# Federação Mineira de Automobilismo
Federação Mineira de Automobilismo (FMA) é uma entidade esportiva que regulamenta a prática do automobilismo no estado de Minas Gerais.

## História
A FMA foi fundada em 10 de agosto de 1961. É um das entidades fundadoras da Confederação Brasileira de Automobilismo, ocorrido em 7 de setembro de 1961.

## Principais competições
- Campeonato Mineiro de Automobilismo
- Campeonato Mineiro de Kart
- Campeonato Mineiro de Arrancada

## Circuitos
- Circuito dos Cristais
- Mega Space
- Kartódromo RBC Racing
- Kartódromo Felipe Massa